# آلیسون سیلوا
آلیسون سیلوا (به پرتغالی: Alison Pierre Moreira e Silva) مهاجم اهل برزیل است که در شهر پالمیراس و در تاریخ ۱ ژوئن ۱۹۸۸ به دنیا آمده‌است.
آلیسون سیلوا در تیم‌های فوتبال CA do Porto سابقهٔ حضور دارد.